# Cal Peretó (Castellnou de Seana)
Cal Peretó és un monument del municipi de Castellnou de Seana (Pla d'Urgell) inclòs en l'Inventari del Patrimoni Arquitectònic de Catalunya.

## Descripció
Edifici de dos plantes i golfes. La planta baixa és de carreus i la porta d'arc escarser i rebaixat. Una cornisa separa la primera planta de la segona, en aquesta darrera s'obren tres portes balconeres de pedra. La casa de solidesa notòria, tenia una entrada espaiosa i escala fins al primer pis. La Sala gran de Cal Perxe havia servit per fer totes les representacions teatrals des dels anys cinquanta del segle xx.

## Història
Aquesta casa era coneguda com a Cal Perxe, i el propietari era Ramon Carulla i Valls. Era la casa predominant de la població. Els casals de gra i els cellers de Cal Perxe eren importants. Cap al 1997, la planta baixa, fou objecta d'una reforma notable: una finestra fou substituïda per la porta del garatge.